# 多布羅扎尼夫卡
47°46′34″N 30°31′34″E / 47.77611°N 30.52611°E
多布羅扎尼夫卡（烏克蘭語：Доброжанівка），是烏克蘭的村落，位於該國南部尼古拉耶夫州，由弗拉季伊夫卡區負責管轄，始建於1892年，面積1.24平方公里，海拔高度160米，2001年人口436，人口密度每平方公里351.6人。